# Bredselet (Vilhelmina socken, Lappland)
Bredselet är en sjö i Vilhelmina kommun i Lappland och ingår i Ångermanälvens huvudavrinningsområde. Sjön har en area på 0,511 kvadratkilometer och ligger 411,6 meter över havet. Sjön avvattnas av vattendraget Gråtanån.

## Delavrinningsområde
Bredselet ingår i det delavrinningsområde (719731-154510) som SMHI kallar för Utloppet av Bredselet. Medelhöjden är 431 meter över havet och ytan är 4,3 kvadratkilometer. Räknas de 11 avrinningsområdena uppströms in blir den ackumulerade arean 118,79 kvadratkilometer. Gråtanån som avvattnar avrinningsområdet har biflödesordning 3, vilket innebär att vattnet flödar genom totalt 3 vattendrag innan det når havet efter 332 kilometer. Avrinningsområdet består mestadels av skog (83 procent). Avrinningsområdet har 0,51 kvadratkilometer vattenytor vilket ger det en sjöprocent på 11,8 procent.